# Klæbu
Klæbu är en tätort i Trondheims kommun, Trøndelag fylke, Norge. Orten utgjorde tidigare centralort i dåvarande Klæbu kommun i Sør-Trøndelag fylke.